# Mount Scott (Clackamas County)
Mount Scott is een berg in Clackamas County in de Amerikaanse staat Oregon. De berg is een vulkanische kegel met zijn top op een hoogte van 333 meter. De berg is onderdeel van het Boring Lava Field, een oude zone van vulkanische activiteit in het gebied rond Portland. De berg werd vernoemd naar Harvey W. Scott, in de 19e en 20e eeuw redacteur van de The Oregonian newspaper.
De berg is ontwikkeld voor bewoning, met de meeste huizen op de zuidelijke flank binnen de stadsgrenzen van Happy Valley. De Willamette National Cemetery ligt op de noordoostelijke helling van de berg, die gedeeltelijk in Multnomah County ligt.